# Guzew (Łódź)
Pour les articles homonymes, voir Guzew.
Guzew (prononciation [ˈɡuzɛf]) est un village de la gmina de Rzgów, du powiat de Łódź-est, dans la voïvodie de Łódź, situé dans le centre de la Pologne.
Il se situe à environ 2 kilomètres au sud de Rzgów (siège de la gmina) et 15 kilomètres au sud de Łódź (siège du powiat et capitale de la voïvodie).
Sa population s'élève approximativement à 280 habitants.

## Administration
De 1975 à 1998, le village était attaché administrativement à l'ancienne voïvodie de Łódź.

Depuis 1999, il fait partie de la nouvelle voïvodie de Łódź.